# Joel Stransky
Joel Theodore Stransky (Pietermaritzburg, 16 de julho de 1967) é um ex-jogador sul-africano de rugby union que jogava como médio de abertura (fly-half).
Celebrizou-se como o jogador que deu a vitória à seleção sul-africana na final da Copa do Mundo de Rugby de 1995, onde a África do Sul era a sede e, depois de anos de boicote por conta do apartheid, também uma estreante do evento. O triunfo na decisão veio de drop goal, já na prorrogação; com outro drop goal e três penais, ele marcou todos os pontos (quinze) dos Springboks naquela final, contra a Nova Zelândia, que era a favorita: com grandes goleadas, como o 145-17 sobre o Japão e liderança em pontos, tries, conversões e drop goals, os All Blacks eram vistos como virtuais campeões  e, mesmo sem o título, aquela geração do oponente ainda é reconhecida como uma das melhores de todos os esportes.
Stransky era minoria naquele elenco sul-africano, dominado por africânderes, os brancos de origem neerlandesa: ele tem origem inglesa e tcheco-judaica.  "Houve dez Springboks judeus, incluindo a mim", já afirmou, dizendo também que "a comunidade judaica realmente me abraçou", embora se considere, apesar de declarar orgulho pelas origens, não-praticante do judaísmo, herdado do pai. Ele era carinhosamente chamado pelo técnico Kitch Christie como "nosso garoto judeu". Naquele 1995, foi nomeado Atleta Macabeu do Ano.
A final não foi a única partida em que ele foi decisivo no torneio: com um try, uma conversão, um penal e um drop goal, ele tornou-se o primeiro Springbok a pontuar de todas as formas em uma única partida, o que ocorreu na estreia daquela Copa do Mundo, diante da Austrália  - que era a detentora do título e estava invicta havia um ano e perdeu por 18-27.
No filme Invictus, com foco maior no presidente Nelson Mandela e no capitão da seleção, François Pienaar,  Stransky foi representado de forma mais discreta. Ainda assim, seu papel ficou com Scott Eastwood, filho de diretor da película, Clint Eastwood.